# Emaravirus
Famille
Genre
Emaravirus est un genre de virus, le seul de la famille des Fimoviridae, qui comprend 9 espèces acceptées. Toutes ces espèces de virus sont des phytovirus. Plusieurs d'entre elles sont transmises par des acariens de la famille des Eriophyidae.
L'espèce-type est le European mountain ash ringspot-associated virus (EMARAV), dont les initiales ont servi à forger le nom du genre.

## Structure
La particule du virion, de 80 et 100 nm de long, se compose d'une capside enveloppée à symétrie hélicoïdale. Le génome, segmenté, est composé de quatre brins d'ARN monocaténaire à polarité négative (ssRNA).

## Liste d'espèces
En 2024, l'ICTV liste les espèces suivantes :
- Emaravirus aceris
- Emaravirus actinidiae
- Emaravirus ailanthi
- Emaravirus artemisiae
- Emaravirus cajani
- Emaravirus camelliae
- Emaravirus cercidis
- Emaravirus chrysanthemi
- Emaravirus clematis
- Emaravirus cordylinae
- Emaravirus corynocarpi
- Emaravirus fici
- Emaravirus fraxini
- Emaravirus idaeobati
- Emaravirus illicii
- Emaravirus kiwii
- Emaravirus kudzu
- Emaravirus parkinsoniae
- Emaravirus perillae
- Emaravirus pistaciae
- Emaravirus populi
- Emaravirus pyri
- Emaravirus quercus
- Emaravirus rosae
- Emaravirus rubi
- Emaravirus sorbi
- Emaravirus syringae
- Emaravirus toordali
- Emaravirus tritici
- Emaravirus verbanni
- Emaravirus visci
- Emaravirus vitis
- Emaravirus ziziphi